# Alois Nebel (Graphic Novel)
Alois Nebel ist der Titel einer Graphic-Novel-Trilogie von Jaroslav Rudiš und Jaromír Švejdík. Die einzelnen Bände Bílý potok (Weißbach, 2003), Hlavní nádraží (Hauptbahnhof, 2004) und Zlaté Hory (Zuckmantel, 2005) erschienen ab 2003 in tschechischer Sprache, 2006 als Gesamtausgabe. 2012 veröffentlichte Voland & Quist die deutsche Übersetzung von Eva Profousová. Außerdem wurde die Graphic Novel ins Polnische und Französische übersetzt.
2005 bis 2007 wurden in der tschechischen Zeitschrift Reflex kurze Erzählungen veröffentlicht, die 2008 in Buchform erschienenen, 2013 in deutscher Übersetzung (Alois Nebel – Leben nach Fahrplan).

## Inhalt
Alois Nebel ist Fahrdienstleiter an einem kleinen Bahnhof in Bílý Potok, einem abgelegenen Ort an der tschechoslowakisch-polnischen Grenze, dem früheren Sudetenland (als Vorlage diente der Bahnhof in Horní Lipová). Das einzige Hobby des Einzelgängers ist das Sammeln alter Fahrpläne. Doch wenn sich der Nebel über die Bahnstation legt, sieht Alois Züge mit Geistern und Schatten aus der dunklen Vergangenheit Mitteleuropas: dem Zweiten Weltkrieg, der Vertreibung der Deutschen, der sowjetischen Besatzung. Alois Nebel wird diese Alpträume nicht los und endet schließlich in einer Nervenheilanstalt. Dort lernt er „den Stummen“ kennen, der bei dem Versuch, die Grenze zu überqueren, verhaftet worden ist. Dieser wird zum unfreiwilligen Auslöser für Alois’ Entschluss, den Kampf gegen die Dämonen aufzunehmen, die ihn nächtlich heimsuchen.

## Verfilmung
Im Jahre 2011 nahm sich der tschechische Regisseur Tomáš Luňák des Stoffes an und verfilmte ihn unter Nutzung des Rotoskopieverfahrens. Der Film erhielt 2012 den Europäischen Filmpreis in der Kategorie Bester Animationsfilm.

## Rezeption
Das deutschsprachige Feuilleton nahm die Graphic Novel bisher überwiegend positiv auf. Focus Online bezeichnet sie als „eine humorvolle Comic-Reise in die deutsch-tschechische Beklommenheit“. Die Übersetzung von Eva Profousová sei kongenial, bemängelt wird lediglich der „Verlust eines gewissen Sprachwitzes“, der aber „unvermeidbar“ sei. Gesa Müller von EinsLive nennt die im Buch beschriebenen Charaktere „schrullig und liebenswert zugleich“.
Seit dem Fahrplanwechsel im Dezember 2013 verkehrt das Zugspaar R 1412/1413 mit dem Namen Alois Nebel auf der Strecke Jeseník – Zábřeh na Moravě über den schlesischen Semmering. In Zábřeh erfolgt eine Kurswagenübergabe, wodurch die Wagen des Alois Nebel über Olomouc hl.n. – Brno hl.n. bis nach Praha hl.n. gelangen.

## Ausstellungen
- 2014: Alois Nebel. Leben nach Fahrplan. Eine Ausstellung über die kultige Graphic Novel des tschechischen Autors Jaroslav Rudiš sowie des Zeichners und Musikers Jaromir 99, 7. Februar bis 21. April 2014, Museum für Druckkunst, Leipzig.[5]

## Textausgaben
- Jaroslav Rudiš, Jaromir 99: Alois Nebel. Aus dem Tschechischen von Eva Profousová. Voland & Quist, Dresden/Leipzig 2012, ISBN 978-3-86391-012-9.